# マーク・ウェストン
マーク・ウェストン（Mark Weston、1905年3月30日 - 1978年1月29日）は、イギリスの陸上競技選手である。
性分化疾患(DSD)のために女性の外性器の形状で生まれ、メアリー・ルイーズ・エディス・ウェストン(Mary Louise Edith Weston)と名付けられて女性として育てられた。
イギリス国内選手権大会では1929年に女子やり投と円盤投、1925年・1928年・1929年に女子砲丸投で優勝した。1926年の第2回国際女子競技大会では、女子砲丸投の決勝で6位となった。
1936年4月から5月にかけて、チャーリング・クロス病院で性別適合手術を受けた。手術後、男性名のマークに改名し、陸上競技から引退して、その後はマッサージ師として働いた。1936年7月にアルバータ・マチルダ・ブレイ(Alberta Matilda Bray)と結婚し、3人の子供を儲けた。
弟のハリー(Harry)（出生時の名前はヒルダ(Hilda)）も1930年代に性別適合手術を受けたが、うつ病になり1942年に自殺した。
ウェストンは1978年にプリマスのフリーダムフィールズ病院で死亡した。

## ギャラリー
- 性別適合手術を受ける前のウェストン（1936年）
- 性別適合手術を受けた後のウェストン（1936年）
- ウェストンとアルバータ・ブレイ（1936年）